# Hongkonška vaterpolska reprezentacija
Hongkonška vaterpolska reprezentacija predstavlja Hong Kong u međunarodnom športu muškom vaterpolu.
Na Azijskim igrama 2018. nastupila je u idućem sastavu: Yim Wai Ho, Wong Siu Hei, Fung Kong Chun, Fung Kong Ching, Kelvin Lo, Ip Chun Hong, Gilman Choi, Cheng Hei Man, Pin Tak Hei, Cheung Tsun Yu, Chan Chun Leung, Cheng Hei Chun i Kong Cheuk Kiu.
Na Razvojnom trofeju FINA-e 2019. u Singapuru zauzela je šesto mjesto.

## Utakmice

### Azijske igre 2018.
Utakmice su igrane u Jakarti.
- 26. kolovoza 2018.:  Saudijska Arabija -  Hong Kong 12:6 (2:1,4:1,4:2,2:2)
- 27. kolovoza 2018.:  Kina -  Hong Kong 23:3 (7:0,6:2,5:0,5:1)
- 28. kolovoza 2018.:  Hong Kong -  Japan 0:23 (0:7,0:6,0:5,0:5)
- 29. kolovoza 2018.:  Hong Kong -  Indonezija 8:11 (0:3,3:3,2:3,3:2)